# 相見正義
相見 正義（あいみ まさよし、1893年（明治26年）4月19日 - 1981年（昭和56年）9月16日）は、大正から昭和時代の日本の教育者。

## 経歴・人物
鳥取県に生まれ、鳥取師範学校を卒業する。卒業後は、鳥取県東伯郡倉吉町成徳小学校（現：倉吉市立成徳小学校）につとめ、自由教育・芸術教育を実践する。1924年（大正13年）児童劇を公開し、更に同年教育新人社を結成する。「教育運動」を発行し、教育の革新運動を展開する。